# Football Club Belize
Il Football Club Belize è una società calcistica del Belize. Fondato nel 2005, ha sede nella città di Belize e milita nella massima serie del campionato beliziano.
Disputa le partite casalinghe nel MCC Grounds Stadium. Il colore sociale è il blu-granata. Il soprannome dei giocatori del Belize FC è Chilangos.

## Rosa attuale
| N. |                      | Ruolo | Calciatore          |
| -- | -------------------- | ----- | ------------------- |
|    | Belize (bandiera)    | P     | Stanley Reneau      |
|    | Belize (bandiera)    | D     | Ian Gaynair         |
|    | Belize (bandiera)    | A     | Christobal Gilharry |
|    | Belize (bandiera)    | D     | Albert Thurton      |
|    | Belize (bandiera)    | A     | Jerome James        |
|    | Belize (bandiera)    | A     | Byron Usher         |
|    | Argentina (bandiera) | D     | Jose Caceres        |
|    | Honduras (bandiera)  | C     | Roberto Bernardez   |
|    | Belize (bandiera)    | D     | Sergio Gilharry     |
|    | Belize (bandiera)    | C     | Tyrone Muschamp     |
|    | Belize (bandiera)    | D     | Shannon Flowers     |

| N. |                    | Ruolo | Calciatore       |
| -- | ------------------ | ----- | ---------------- |
|    | Belize (bandiera)  | C     | Jason Cadle      |
|    | Belize (bandiera)  | D     | John Smith       |
|    | Belize (bandiera)  | P     | Allen Augustine  |
|    | Belize (bandiera)  | C     | Thomas Castro    |
|    | Belize (bandiera)  | C     | Jerome Archer    |
|    | Belize (bandiera)  | D     | Leon Cadle       |
|    | Belize (bandiera)  | A     | Harrison Tasher  |
|    | Belize (bandiera)  | A     | Ryan Simpson     |
|    | Belize (bandiera)  | C     | Ernest Wiltshire |
|    | Messico (bandiera) | C     | Mohammed Yussuf  |

## Palmarès

### Competizioni nazionali
- Premier League del Belize: 2

2006, 2007